# Eleições presidenciais no Tajiquistão em 1990
Eleições presidenciais indiretas foram realizadas na República Socialista Soviética Tajique em 30 de novembro de 1990. O evento foi tanto a primeira quanto a última eleição presidencial da história do Tajiquistão, ocorrendo nove meses após as eleições para o Conselho Supremo.

## Resultados
Em 30 de novembro de 1990, o Conselho Supremo realizou eleições presidenciais. Os candidatos à presidência da república foram nomeados membros do Partido Comunista do Tajiquistão, o então primeiro secretário do Comitê Central do Partido Comunista e presidente do Conselho Supremo (presidente da república), Rahmon Nabiyev, e Qahhor Mahkamov, deputado do Conselho Supremo e ex-primeiro secretário do Comitê Central do Partido Comunista de 1982 a 1985 - Rahmon Nabiyev. Ambos os candidatos eram da região de Leninabad. Líderes e ativistas da oposição não foram autorizados a votar porque a lei proibiu a nomeação de não membros do Conselho Supremo.
Como resultado da votação entre os deputados do Conselho Supremo, Qahhor Mahkamov recebeu 131 votos (57,0%), e Rahmon Nabiyev 89 votos (38,7%), 10 deputados não votaram.
| Candidato                            | Partido                              | Votos | %     |
| ------------------------------------ | ------------------------------------ | ----- | ----- |
| Qahhor Mahkamov                      | Partido Comunista do Tajiquistão     | 131   | 59.55 |
| Rahmon Nabiyev                       | Partido Comunista do Tajiquistão     | 89    | 40.45 |
| Total                                | Total                                | 220   | 100.0 |
|                                      |                                      |       |       |
| Total                                | Total                                | 220   | 100.0 |
| Eleitores registrados/comparecimento | Eleitores registrados/comparecimento | 230   | 95.65 |

## Pós-eleição
Quase imediatamente após a eleição do presidente, foi aprovada uma resolução do Conselho Supremo com o objetivo de coibir as atividades de partidos e organizações banidos, especialmente o Partido Islâmico do Renascimento do Tajiquistão. A oposição alegou que Mahkamov tinha de fato iniciado um governo autoritário. Em junho de 1991, foi aprovada a Proteção da Honra e da Dignidade do Presidente da RSS tajique, que previa uma pena de até três anos de prisão por insultar publicamente ou difamar o Presidente. Em 1 de dezembro de 1990, foi aprovada uma lei para alterar a Constituição da República. De acordo com a nova versão da Constituição, o presidente era o chefe da república e, ao mesmo tempo, o chefe do Gabinete de ministros, exercia o mais alto poder executivo. A posição do vice-presidente, que em nome do Presidente "lidera o Gabinete de ministros e organiza seu trabalho". O Conselho Supremo mantém o direito de aprovar a representação do presidente do vice-presidente e membros do Gabinete nomeados pelo Presidente. O presidente recebeu o poder de veto, superado por 31 votos dos deputados do Supremo. A nova versão da Constituição não tinha um procedimento para um voto de desconfiança no Governo e a possibilidade de dissolver o Presidente pelo Parlamento. Foi possível retirar o presidente do cargo apenas em caso de violação do juramento ou da Constituição, e somente pelo voto popular por iniciativa do Conselho Supremo, os votos de pelo menos três deputados poderiam decidir sobre a desconfiança do presidente. Assim, a RSS tajique tornou-se uma república semipresidencialista.